# Recherche mathématique
 (novembre 2023).

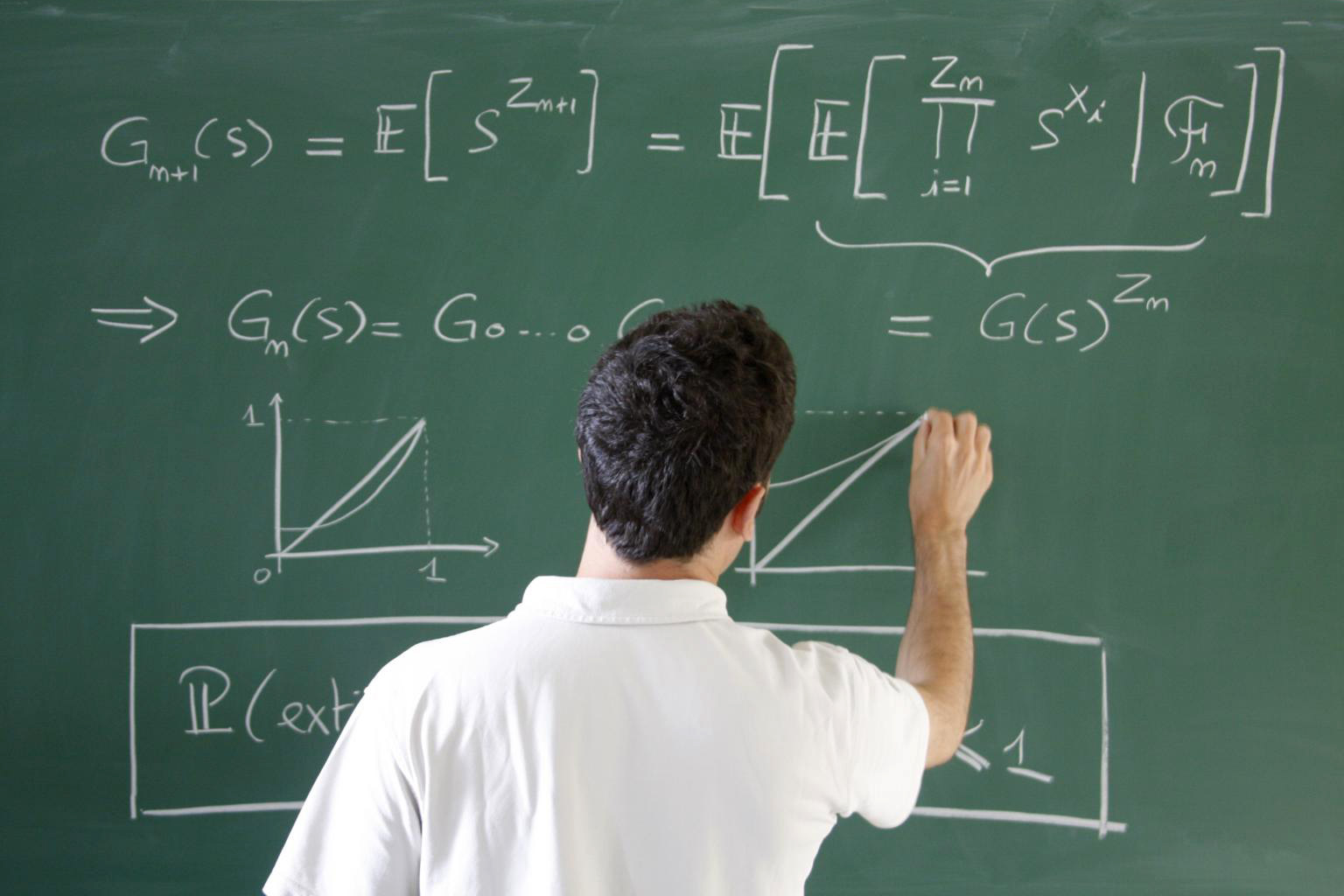
Chercheur en mathématiques.

La recherche mathématique est une branche de la recherche scientifique.

## Domaines de recherche
- Algèbre
- Théorie des ensembles
- Théorie des nombres
- Mathématiques appliquées
- Analyse
  1. Analyse numérique
  2. Analyse complexe
- Topologie
  1. Topologie algébrique
- Géométrie
  1. Géométrie complexe
  2. Géométrie riemannienne
  3. Géométrie symplectique
- Probabilités
  1. Milieu aléatoire
  2. Variable aléatoire
- Statistique
  1. Inférence, apprentissage, tests
  2. Statistique computationnelle, algorithmique
  3. Plans d'expériences, échantillonnage

## Centres internationaux de recherche
- Institut africain des sciences mathématiques
- Institut de mathématiques Clay
- The Geometry center
- Institut des hautes études scientifiques
- Institute for advanced research
- Institut Isaac-Newton
- Institut Max-Planck de mathématique dans les sciences
- Research Institute for Mathematical Sciences
- Santa Fe Institute
- Centre international de rencontres mathématiques
- Institut Henri-Poincaré

## Récompenses en mathématiques
- Médaille Fields
- Médaille Keith
- Prix Abel
- Prix Beal
- Prix Carl-Friedrich-Gauss pour les mathématiques appliquées
- Prix Clay
- Prix international du roi Fayçal
- Prix Loève
- Prix Salem
- Prix Shaw
- Prix Wolf

## Congrès internationaux
Depuis le début du XXe siècle, tous les quatre ans (sauf exceptions dues aux guerres mondiales) se tient un congrès international.
Les médailles Fields sont attribuées au début du congrès.

## Travail en réseau
Les laboratoires de recherche en mathématiques travaillent de plus en plus en réseau pour mutualiser les actions, comme le montre l'exemple français du réseau de métier des Administrateurs Système et Réseaux Mathrice, le Réseau national des bibliothèques de mathématiques ou encore Mathdoc axé sur la diffusion de la documentation électronique scientifique et dont le travail en lien avec Gallica permet la numérisation d'archives mathématiques.